# 香港藝術雙年展
香港藝術雙年展是由康樂及文化事務署香港藝術館主辦的藝術展，從1975年開始舉辦，至2005年已是第15屆。
香港藝術雙年展最顯著的特色之一是它以報名形式公開接受香港藝術工作者參與。早期的雙年展分為邀請展出和公開比賽兩個部分。從1990年代開始，雙年展改為純粹公開比賽形式。
從2001年開始，香港藝術館配合香港藝術雙年展，與各大藝術機構及大專院校合辦了一系列配套展覽及活動。

## 2003年
第14屆香港藝術雙年展從2003年5月開始收件，一共收到超過1,500多件參賽作品。先由當地知名藝術家、學者進行初步評審，選出313件作品進入第2輪評審。最後由來自國內外的評審選出10個優秀獎。評選的標準是：作品的原創性、藝術創意及技巧。獲獎的作品是：
- 鄭廣泉的「這是橙」（攝影）
- 羅海德的「物之廣延」（錄像藝術及電腦藝術）
- 何詩敏的「有棵沒人種的樹」（裝置）
- 徐松薇的「青蜓」（裝置）
- 文鳳儀的「讚星禮斗」（其他）
- 石家豪的「雙子俱樂部」（繪畫）
- 謝淑婷的「衫」（裝置）
- 尹麗娟的「紀念碑／信樂穴」（陶瓷）
- 黃日燊的「小楷『金剛經』」（中國書法及篆刻）
- 胡健一的「遊人（一至三）」（攝影）

## 2005年
2005年12月16日至2006年3月5日，第15屆香港藝術雙年展於香港藝術館2樓專題展覽廳（1）、當代香港藝術展覽廳及3樓專題展覽廳（2）舉行。
該年度參賽作品一共有1544件。先經過8位當地評審的初步甄選，選出231件作品，並且以實物進行第2輪的評審。最後，13位國內外的評審評選出109件來自86位藝術工作者的入選作品，以及6件獲頒優秀獎項的作品。優秀獎項的評選標準為：作品之原創性、藝術創意及技巧。獲獎的作品是：
- Cedric Maridet的「黃浦」（錄像）
- 程展緯的「香港大埔洞梓路圍村6號」（照片）
- 馮一峰的「草書海鷗賦手卷」（書法）
- 簡志雄的「遊心」（繪畫）
- 邱穩基的「唐樓」（攝影）
- 鄭波的「家庭歷史教材」（錄像裝置）

該年雙年展與不同藝術團體及機構合作，籌辦了多項主題展覽、交流展、線上展覽等。而「第51屆威尼斯雙年展」香港館展覽「紅白藍西遊記」的延續篇與紀錄資料，也在雙年展期間於香港藝術館展出。